# Gülbin Eray
Gülbin Eray (bürgerlich Güngör Erbayar; * 5. April 1936 in Istanbul; † 1. Februar 2024 ebenda) war eine türkische Schauspielerin.

## Leben und Karriere
Eray besuchte das Kadıköy Kunstgymnasium. Ihr Filmdebüt gab sie 1961 in Sessiz Harp. Zwischen 1961 und 1967 spielte sie in über 50 Filmen mit.
Zu ihren bekanntesten Filmen gehören Kan Gövdeyi Götürdü und Turist Ömer Dümenciler Kralı. Später zog sie sich aus der Filmbranche zurück. Gülbin Eray verstarb am 1. Februar 2024 in Istanbul.

## Filmografie (Auswahl)
- 1961: Sessiz Harp
- 1962: Zorla Evlendik
- 1964: Kalbe Vuran Düşman
- 1964: Güzeller Kumsalı
- 1964: Ahtapotun Kolları
- 1965: Hırsız
- 1965: Sokaklar Yanıyor
- 1965: Ölüm Saçan Dudaklar
- 1965: Turist Ömer Dümenciler Kralı
- 1966: Gaddarlar
- 1966: Kumsalda Üç Kadın
- 1966: Zorlu Düşman'
- 1966: Ümit Kurbanları
- 1966: Zehirli Hayat
- 1966: Ayrılık Saati
- 1967: Mert Arkadaşım
- 1967: Kurt Kapanı